# Muchachas de uniforme
Muchachas de uniforme es una película dramática mexicana de 1951, dirigida por Alfredo B. Crevenna. Está protagonizada por Marga López, Alicia Caro, Rosaura Revueltas, e Irasema Dilián, en su debut en el cine mexicano. Es una adaptación de la obra de teatro de Christa Winsloe que se hizo famosa como la película alemana Mädchen in Uniform (1931). A diferencia de la obra original y de las adaptaciones al cine alemán, la adaptación mexicana transcurre en un colegio de monjas. 

## Argumento
Manuela, una adolescente, ingresa a un internado católico después de la muerte de su madre. Ahí tiene problemas para ajustarse a la rígida disciplina de la directora, quien cree fervientemente que el hambre y el rigor afirman el carácter de las niñas. Manuela, sin embargo, será cuidada por Lucila, la profesora más joven del internado y a la que todas las niñas admiran.

## Reparto
- Marga López como Lucila
- Alicia Caro como Claudia
- Rosaura Revueltas como madre superiora
- Irasema Dilián como Manuela
- Patricia Morán como María Teresa
- María Douglas como madre Josephine
- Anabella Gutiérrez como Lupe Rodríguez
- Magda Guzmán como madre Inés
- Alicia «Pipa» Rodríguez como Blanca
- Lupe Carriles como madre Concepción
- Gloria Rodríguez como Esther
- Enedina Díaz de León como hermana Catalina
- Ernesto Alonso como voz de Gustavo, novio de Lucila (no acreditado)

## Recepción

### Premios
| Premio       | Fecha de ceremonia | Categoría               | Nominados        | Resultado | Ref(s) |
| ------------ | ------------------ | ----------------------- | ---------------- | --------- | ------ |
| Premio Ariel | 1952               | Mejor actuación juvenil | Anabel Gutiérrez | Nominada  | [ 3 ]  |

## Legado
Algunos críticos de cine consideran a Muchachas de uniforme como una película revolucionaria de la cinematografía mexicana por tocar sutilmente el tema de la homosexualidad, específicamente el lesbianismo, en una época en México en que tener preferencias sexuales distintas era mal visto por la sociedad en general, al punto de ser considerado como un «pecado mortal».